# Toechon-myeon
Toechon-myeon (koreanska: 퇴촌면) är en socken i kommunen Gwangju i provinsen Gyeonggi i den norra delen av Sydkorea, 30 km öster om huvudstaden Seoul.